# Cyclecars Bell
Cyclecars Bell war ein französischer Hersteller von Automobilen.

## Unternehmensgeschichte
Das Unternehmen aus Choisy-le-Roi begann 1924 mit der Produktion von Automobilen. Der Markenname lautete Bell. Pläne, die Fahrzeuge in England als Bellois anzubieten, scheiterten. 1925 endete die Produktion. Majola übernahm das Konzept. Es bestand keine Verbindung zum britischen Unternehmen Bell Brothers.

## Fahrzeuge
Im Angebot standen Kleinwagen. Für den Antrieb sorgte ein luftgekühlter Vierzylinder-Boxermotor mit OHV-Ventilsteuerung, 1095 cm³ Hubraum und 22 PS Leistung. Daneben gab es einen Motor mit 1308 cm³ Hubraum. Der Motor war vorne im Fahrzeug montiert und trieb über eine Kardanwelle die Hinterachse an.